# Савкино (Ленинградская область)
Са́вкино — деревня в Гатчинском муниципальном округе Ленинградской области.

## История
Деревня Савкина упоминается на карте Санкт-Петербургской губернии Я. Ф. Шмидта 1770 года на левом берегу реки «Осередешъ» (Оредеж).

КНЯЖИЦЫ — мыза графини Строгоновой, жителей по ревизии нет, в оной господский дом. 

САВКИНО — деревня, принадлежит действительной статской советнице Болотниковой с дочерьми, жителей по ревизии: 6 м. п., 8 ж. п.; 

генерал-лейтенантше графине Строгоновой жителей по ревизии: 16 м. п., 18 ж. п.; 

надворному советнику Обольянинову: 11 м. п., 8 ж. п.; (1838 год)

Согласно карте Ф. Ф. Шуберта в 1844 году деревня при мызе Князшицы снова называлась Савкина. (На карте профессора С. С. Куторги 1852 года, мыза обозначена, как Князшецы)

КНЯЖИЦЫ — мыза графини Строгоновой, по просёлочной дороге, жителей по ревизии нет.  

САВКИНО — деревня господина Болотникова, по просёлочной дороге, число дворов — 4, число душ — 12 м. п.(1856 год)

Согласно X-ой ревизии 1857 года деревня состояла из трёх частей:

1-я часть: число жителей — 15 м. п., 19 ж. п.
  
2-я часть: число жителей — 6 м. п., 6 ж. п.

3-я часть: число жителей — 23 м. п., 18 ж. п.

САВКИНО — деревня владельческая при реке Оредеже, число дворов — 9, число жителей: 44 м. п., 45 ж. п.; Часовня православная. (1862 год)

Согласно подворной описи Глебовской волости 1882 года, деревня Савкино состояла из трёх частей:
 
1) Глебовского общества, бывшее имение Обольяниновой, домов — 18, душевых наделов — 15, семей — 8, число жителей — 27 м. п., 21 ж. п.; разряд крестьян — временнообязанные.
  
2) Глебовского общества, бывшее имение Бушена, домов — 3, душевых наделов — 3, семей — 1, число жителей — 1 м. п., 4 ж. п.; разряд крестьян — собственники.
 
3) Слудицкого общества, бывшее имение княгини Голицыной, домов — 26, душевых наделов — 23, семей — 11, число жителей — 29 м. п., 28 ж. п.; разряд крестьян — временнообязанные.
Сборник Центрального статистического комитета описывал деревню так:

САВКИНА — деревня бывшая владельческая Глебовской волости при реке Оредеже, дворов — 8, жителей — 44; лавка. (1885 год).

Согласно материалам по статистике народного хозяйства Лужского уезда 1891 года имение при селениях Савкино, Слудицы, Ракитно и Княжчино площадью 10 676 десятин принадлежало князю П. П. Голицыну, имение было приобретено до 1868 года.
В 1900 году, согласно «Памятной книжке Санкт-Петербургской губернии», земли имения Савкино принадлежали: крестьянину Фёдору Игнатьеву — 164 десятины, крестьянам Михаилу Яковлеву и Василию Васильеву — 280 десятин, купчихе Александре Александровне Коновой — 293 десятины.
В конце XIX — начале XX века деревня административно относилась к Глебовской волости 1-го стана Лужского уезда Санкт-Петербургской губернии.
Согласно военно-топографической карте Петроградской и Новгородской губерний издания 1915 года деревня Савкина насчитывала 14 крестьянских дворов.
Согласно данным переписи населения СССР 1926 года в деревне Савкино I-е Порожского сельсовета Глебовской волости Троцкого уезда проживали 69 человек, в деревне Савкино II-е — 106, все русские.
По административным данным 1933 года деревня называлась Савкино и входила в состав Порожского сельсовета Красногвардейского района.
Деревня была освобождена от немецко-фашистских оккупантов 30 января 1944 года.
По данным 1966, 1973 и 1990 годов деревня Савкино входила в состав Минского сельсовета.
В 1997 году в деревне Савкино проживали 9 человек, деревня входила в состав Минского сельсовета, в 2002 году — 16 человек (русские — 94%), в 2007 году — 22.

## География
Деревня расположена в юго-восточной части района на автодороге 41К-105 (Мины — Новинка).
Расстояние до административного центра поселения, посёлка городского типа Вырица — 30 км.
Расстояние до железнодорожной станции Слудицы — 24 км.
Деревня находится на левом берегу реки Оредеж, к востоку от станции Новинка.

## Демография
| 1862 | 2007 | 2010 | 2017 |
| ---- | ---- | ---- | ---- |
| 89   | ↘22  | ↘13  | ↘8   |

### Национальный состав
Согласно данным Всероссийской переписи населения 2021 года в деревне проживали 28 человек, все русские.

## Транспорт
От Вырицы до Савкино можно доехать на автобусе № 512.